# Layia chrysanthemoides
Layia chrysanthemoides là một loài thực vật có hoa trong họ Cúc. Loài này được (DC. ex DC.) A.Gray mô tả khoa học đầu tiên năm 1868.